# Brendola
Brendola település Olaszországban, Veneto régióban, Vicenza megyében. Lakosainak száma 6671 fő (2023. január 1.). Brendola Altavilla Vicentina, Arcugnano, Val Liona, Montebello Vicentino, Montecchio Maggiore, Sarego és Zovencedo községekkel határos.

## Népesség
A település népességének változása:
| Lakosok száma | 6644 | 6624 | 6671 |
|               | 2017 | 2018 | 2023 |